# فرق توتر بلانك
فرق توتر بلانك (بالإنجليزي:Planck voltage) يسمى أيضا فرق جهد بلانك ,هو وحدة للجهد في نظام الوحدات الطبيعية المعروفة باسم وحدات بلانك , رمزه VP
يمكن حسابه رياضيا من العلاقة التالية :
{\displaystyle V_{P}={\frac {E_{P}}{q_{P}}}={\sqrt {\frac {c^{4}}{G4\pi \epsilon _{0}}}}\approx } 1. 04295 × 1027 فولت
حيث أن :
{\displaystyle E_{P}} طاقة بلانك
{\displaystyle q_{P}} شحنة بلانك
{\displaystyle c} سرعة الضوء في الفراغ
{\displaystyle G} ثابت الجذب العام